# Writer (traitement de texte)
 (avril 2013).
Si vous disposez d'ouvrages ou d'articles de référence ou si vous connaissez des sites web de qualité traitant du thème abordé ici, merci de compléter l'article en donnant les références utiles à sa vérifiabilité et en les liant à la section « Notes et références ».
Writer est le logiciel de traitement de texte appartenant aux suites bureautiques libres LibreOffice et Apache OpenOffice.

## Fonctions de base
Writer est un traitement de texte comparable à son homologue non-libre, Word.
Il permet en outre :
- l'intégration et la réalisation de tableaux et de graphes ;
- un système de styles similaire à celui de Word ;
- l'intégration de formules mathématiques (grâce à un langage similaire à celui de LaTeX) ;
- l'ajout de liens pour ouvrir d'autres fichiers ;
- l'insertion de médias (images, vidéos, sons) dans de multiples formats (WAV, AVI, MPEG…) ;
- l'exportation native en fichiers pdf, html, doc ou texte.

Des sociétés proposent des correcteurs grammaticaux adaptés à OpenOffice.org.

## Format de fichier

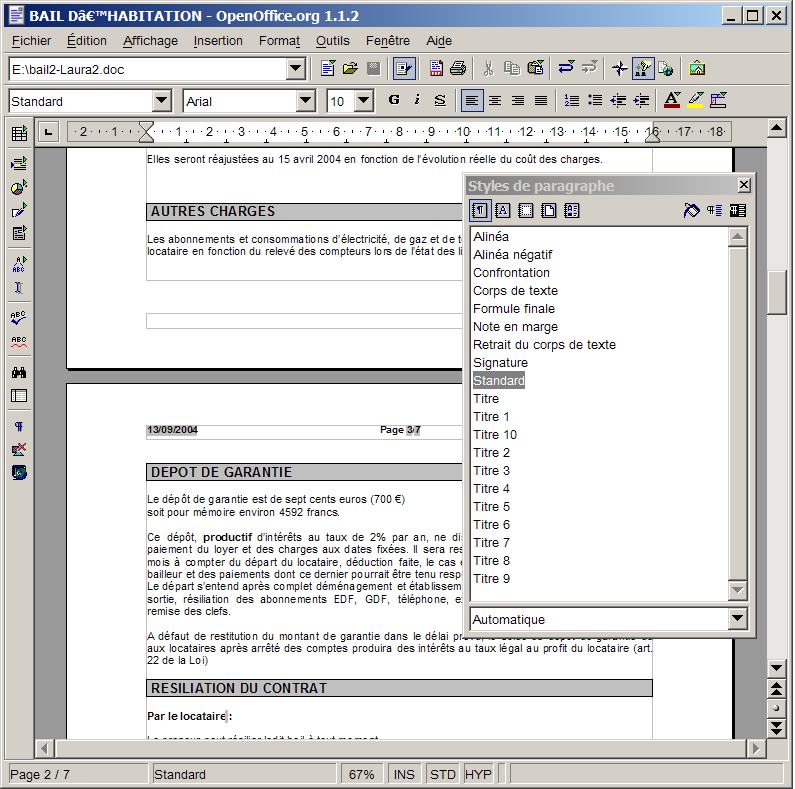
Document OpenOffice.org Writer 1.1.2.

Writer 2.0 enregistre ses documents au format Texte OpenDocument (odt), format standardisé par Oasis. Cela marque une rupture avec le format sxw qu'utilisait précédemment Writer 1.0.x, cependant il s'agit toujours d'un format libre. Writer 2.0 est encore capable de lire et d'écrire des fichiers sxw.
Les formats odt et sxw sont en fait des fichiers compressés de type zip, que l'on peut décompresser comme n'importe quel autre fichier zip. Ils contiennent des fichiers au format xml, ainsi que les images et les autres médias éventuellement placés dans le document. Les fichiers xml sont directement lisibles et éditables dans un éditeur de texte, ce qui assure la pérennité du format.
L'interface des différents logiciels qui composent OpenOffice.org étant sensiblement identique, on peut placer dans un document texte des tableaux réalisés avec OOo Calc ou des dessins vectoriels de OOo Draw, un double-clic permettant de passer imperceptiblement d'une interface à une autre pour éditer l'élément incorporé.

### Interopérabilité
Les fichiers odt sortis par défaut constituent un excellent format de transfert et de sauvegarde à long terme, néanmoins (encore?) peu répandu.
OpenOffice.org permet d'exporter en PDF, choisir entre une mauvaise qualité (optimisé pour l'écran), une qualité moyenne (optimisé pour l'impression) ou excellente (presse à imprimer) selon le type d'utilisation du document. Le document PDF est un document destiné à assurer une impression identique sur n'importe quelle machine, certaines fonctionnalités du document originel, comme les vidéos, ne seront donc pas conservées dans le document pdf (la gestion des liens est intégrée depuis la version 2.0).
OpenOffice.org permet d'enregistrer en un format très proche de ceux du logiciel Microsoft Word ou en format HTML, le standard du web.
D'autres formats sont possibles mais accusent une forte baisse de fonctionnalités (tel le Rich Text Format ou le Fichier texte).

## Hyperliens
OpenOffice gère aussi les hyperliens ; ceux-ci permettent d'ouvrir un fichier ou un lien à partir du document texte lu.
Ils peuvent permettre une navigation interne au document (sous le principe des ancres) ou une navigation externe puisque OpenOffice autorise l'insertion de lien cliquable.

## Versions
Writer est inclus dans l'intégré bureautique OpenOffice.org. Il a donc connu le même nombre de versions que celle-ci :
- les versions 1.0.x ;
- la version 2.0 :
  - disponible depuis le 20 octobre 2005, elle marque l'intégration d'un grand nombre de fonctionnalités ainsi que la refonte de l'interface. Le format de fichier a changé, passant du sxw au odt ;
- la version 3.0 :
  - comme format par défaut pour les documents, il utilise le format de fichiers standard XML OASIS OpenDocument dans sa version 1.2. Supporte aussi le nouveau format de fichiers de la suite Office 2007 en lecture et écriture,
  - permet d'afficher de multiples page à l'écran lors de l'édition, format de fichier Office 2007.

Pour plus d'informations, reportez-vous à l'article sur OpenOffice.org qui explique plus en détail le développement de la suite.

## Identité visuelle

Logo de la version 2.0
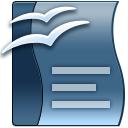
Logo de la version 3.0
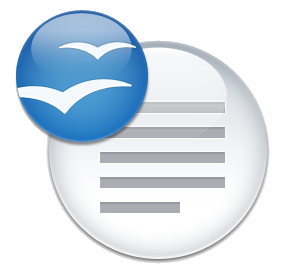
Logo de la version 3.2.1